# Mikroregion Canarana

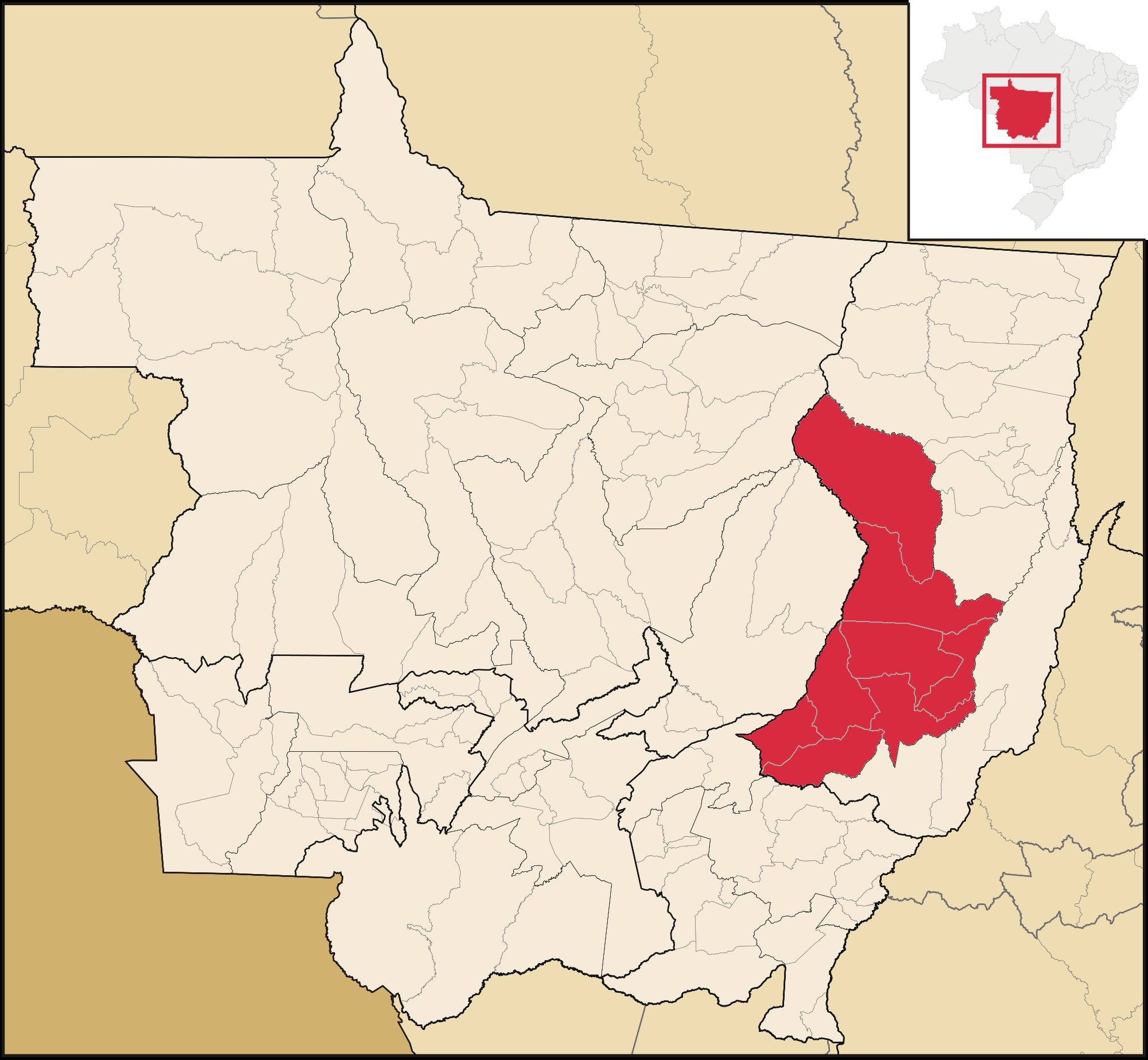
Mikroregion Canarana

Mikroregion Canarana – mikroregion w brazylijskim stanie Mato Grosso należący do mezoregionu Nordeste Mato-Grossense.

## Gminy
- Água Boa
- Campinápolis
- Canarana
- Nova Nazaré
- Nova Xavantina
- Novo São Joaquim
- Querência
- Santo Antônio do Leste